# Dimitrija Demeter
Dimitrija Demeter (Zagreb, 21. srpnja 1811. – Zagreb, 24. lipnja 1872.), bio je hrvatski pjesnik, dramatičar, prevoditelj, publicist, kazališni kritičar, književni i kazališni djelatnik grčkoga podrijetla.

## Životopis
Dimitrija Demeter rodio se u Zagrebu 1811. godine. Potječe iz trgovačke obitelji grčkoga podrijetla (neki izvori navode i cincarsko i vlaško podrijetlo). Završio je Klasičnu gimnaziju u Zagrebu 1827. godine. Bio je pjesnik, pripovjedač i dramski pisac, a među kulturnim djelatnicima svojega doba posebice je zaslužan za razvitak novijega hrvatskoga kazališta, kojem je od 1840. godine pa do sredine šezdesetih godina 19. stoljeća bio neprijepornim vođom. Studirao je filozofiju u Grazu (1827. – 1829.), a medicinu u Beču (1829. – 1834.) i Padovi (1834. – 1836.) gdje je i doktorirao radnjom o meningitisu 1836. godine. Za vrijeme studija bavio se književnim radom, a nakon povratka sa studija u domovinu priključuje se Ilirskom pokretu. Isprva je radio kao liječnik, a od 1841. godine bavi se samo književnošću. U svojim dramskim tekstovima nastojao je spojiti tradiciju stare hrvatske knjiženosti s tendncijama u europskoj drami. Služio se najčešće povijesnim temama kako bi izrazio svoje domoljubne težnje i progovorio o aktualnim društvenim prilikama. Za vrijeme boravka u Beču Demeter je bio, 1850. godine, sudionik i potpisnik Bečkog književnog dogovora, a kasnije tiskani rječnik smatrao se temeljem hrvatskog i srpskog književnojezičnog jedinstva.
Demeter je jedan od utemeljitelja HNK-a, na njegov poticaj Hrvatski sabor utemeljio je stalno kazalište, kojemu je bio upravitelj i dramaturg. Osim njegova književnog i kazališnog rada treba spomenuti da je 1849. godine Demeter zamijenio Ivana Mažuranića u Beču u odboru za izradu rječnika pravnih i političkih naziva (Juridisch-politische Terminologie). Nakon revolucionarne 1848. godine u skladu s načelom ravnopravnosti naroda i jezika, trebalo je prevesti popis njemačkih pravnih i političkih naziva na sve jezike Austrijskog carstva. Zbog sličnosti slavenskih jezika osnovana je zajednička komisija s posebnim sekcijama za pojedine jezike. Demeter je najviše doprinio za hrvatski jezik i pri završetku posla imenovan je glavnim urednikom hrvatskoga dijela toga rječnika. Rječnik je dovršen potkraj 1849. godine. Najprije je tiskano njemačko-češko, njemačko-poljsko te njemačko-rutensko izdanje, a zajedničko njemačko-hrvatsko-srpsko-slovensko izdanje (Juridisch-politische Terminologie für die slavischen Sprachen Oesterreichs. Deutsch-kroatische, serbische und slovenische Separat-Ausgabe) tiskano je tek 1853. godine. Bio je odbornik Matice ilirske. Uređivao je almanah Iskra, Südslavische Zeitung, Danicu, Narodne novine, Hrvatski sokol.
Demeter umro je u Zagrebu 24. lipnja 1872. godine i pokopan je na pravoslavnom groblju na Pantovčaku, a 15. listopada 1885. godine njegovi posmrtni ostatci preneseni su u arkadu preporoditelja na Mirogoju.

## Književno stvaralaštvo
Pisao je pripovijetke, feljtone, književne i kazališne kritike, libreta za opere Vatroslava Lisinskog Ljubav i zloba i Porin te drame Dramatička pokušenja I. (1838.) i Dramatička pokušenja II. (1844.), a iznimno je važna njegova uloga u organiziranju kulturnog života u Zagrebu i Hrvatskoj. U ranoj dobi pisao je na novogrčkome jeziku a nakon povratka sa studija aktivno se uključuje u preporod i piše na hrvatskome jeziku.

### Grobničko polje
Jedno od njegovih najpoznatijh ostvarenja je ranoromantička poema Grobničko polje, nastala 1842. godine u povodu 600. obljetnice bitke na Grobničkom polju, gdje su prema legendi Hrvati porazili Mongole (Tatare). To djelo u svim elementima pokazuje da ga je pisao doista talentiran stvaratelj, iako mu je to bio literalni prvijenac.
U njemu se isprepleću dva osnovna motiva: motiv krajolika i motiv domoljublja. Isto tako po uzoru na Byrona u Grobničkom polju pojavljuje se pojam svjetske boli. Demeter se koristi desetercima i dvanaestercima kako bi izbjegao monotonu šablonu narodne pjesme, a ističući u prvi plan slikanje snažnih karaktera junaka i njihove strasti, on svojoj poemi umjesto narativne epske tendencije daje jaku dramatsku notu, posjećajući nas na Byronovo stvaralaštvo.
Temeljna se vizija pjesnikova svodi na isticanje općeljudskog problema: borbe između dobra i zla, pri čemu dobro uvijek na kraju pobjeđuje, pa taj Demetrov spjev-poema u mnogočemu, i stihom i temom, najavljuje najznačajnije djelo toga književnog razdoblja, spjev Smrt Smail-Age Čengića Ivana Mažuranića. Unutar poeme posebno mjesto zauzima Pjesma Hrvata, osmeračka budnica danas najpoznatija po svom početnom stihu "Prosto zrakom ptica leti". Uglazbio ju je Vatroslav Lisinski i bila je iznimno popularna u razdoblju ilirizma.
Pri pisanju Grobničkog polja koristio je sljedeće izvore:
- Ivan Tomašić, Ljetopis, napisan 1582. godine.
- Antun Vramec, Hrvatska kronika, napisana 1588. godine.
- Pavao Ritter Vitezović, Kronika aliti spomen vsega svita vikov, napisana 1696. godine.
- Andrija Kačić Miošić, Korabljica, napisana 1760. godine.

### Teuta
U svojoj najpoznatijoj drami Teuta (1844.), zagovara ideju o ilirskom podrijetlu južnih Slavena. Teuta je drama o ilirskoj kraljici i tragičnoj neslozi u njezinoj zemlji zbog koje je propala i njezina država i sloboda naroda.

## Kazališna kritika
Dimitrija Demeter napisao je prvu hrvatsku kazališnu kritiku. Njegova kazališna kritika o prvoj profesionalnoj predstavi na hrvatskome jeziku (Ivan Kukuljević Sakcinski Juran i Sofija) objavljena je u Danici ilirskoj, 13. lipnja 1840. godine.

## Djela
- Dissertatio inauguralis Medica de Meningitide, quam publicae disquisitioni submittit Demetrius Demetter Croata Zagrabiensis, Patavii, 1836.[5]
- Dramatička pokušenja, I, Zagreb, 1838., II Beč, 1844.
- Grobničko polje, Kolo, I, Zagreb, 1842.
- Ljubav i zloba: izvorna opera u dva čina / u muziku stavio Vatroslav Lisinski, Zagreb, 1845.
- Otac i sin. Crta iz petnajstog vieka, Zagreb, 1882.
- Teuta: tragedija u pet čina ; Grobničko polje: pjesan / Dimitrija Demeter ; uvodom popratili Vlad. Mažuranić i Fr. Marković, Zagreb, 1891.
- Porin: opera V. Lisinskoga / rieči od Dimitrije Demetra, Zagreb, 1897.
- Teuta, Zagreb 1919.
- Porin: junačka opera u 5 činova / spjevao Dimitrije Demeter ; preradio Mirko Polić, Osijek, 1921.
- I. Mažuranić, M. Mažuranić, D. Demeter: Djela, Zagreb, 1958.
- Grčke lirske pjesme D. Demetra, Građa za povijest književnosti hrvatske, knj. 28, Zagreb, 1962.
- Članci, Grobničko polje, Teuta, Pet stoljeća hrvatske književnosti, knj. 31, Zagreb, 1968.
- Dimitrija Demetra Grobničko polje, (kritičko izd. priredio M. Živančević), Zagreb 1973.
- Izabrana djela / Dimitrija Demeter, (priredio Nikola Batušić, prijevod pjesama s novogrčkog Šime Jurić), Zagreb, 1997.
- Izbor iz djela / Dimitrija Demeter, (priredila Helena Peričić), Vinkovci, 1999.

## Spomen
- Godine 1906. utemeljena je Demetrova nagrada.
- Godine 2012. utemeljena je Demetrova nagrada za životno djelo.

## Vanjske poveznice
- Teuta: tragedija u pet čina ; Grobničko polje: pjesan, elektroničko izd. izvornika objavljenog 1891., digitalnezbirke.kgz.hr